# Nazionale maschile di rugby a 7 di San Marino
La nazionale di rugby a 7 è la rappresentativa sammarinese di rugby a 7 nata nel 2013.
Nel 2014 ha partecipato all'FIRA - AER Division B Men e si è classificata decima su undici squadre partecipanti davanti al Liechtenstein.
Nel 2015 ha partecipato al Rugby Europe 7's Division C Men (Zenica, Bosnia e Erzegovina) classificandosi ottava su dodici squadre davanti a Islanda, Bielorussia, Montenegro e Liechtenstein, ottenendo anche la prima vittoria in un torneo ufficiale proprio contro il Liechtenstein per 43-0.
Nel 2017 ha partecipato alla Rugby Europe Men's 7's - Conference 2 (Tallinn, Estonia) classificandosi nona su dieci squadre, davanti all'Islanda.
Nel 2022 alla Rugby Europe Men's 7's - Conference 2 (Malta) si è classificata seconda su sei squadre.
Nel 2023 debutta ai Giochi dei Piccoli Stati di Malta perdendo tutte e 5 le partite, ma vince l'oro alla Rugby Europe Men's 7's - Conference 2 (Montenegro).

## 2013
La selezione nazionale di rugby a 7 della Repubblica di San Marino nasce in occasione della sua stessa prima competizione, seppur amichevole,  il 25 e 26 maggio 2013, nella ventisettesima edizione del torneo internazionale "Benidorm Seven", nell'omonima città della Comunità Valenciana in Spagna.
- Tecnico/allenatore: Francesco Urbani
- Vice allenatore: Jorge Gutierrez
- Preparatore atletico: Francesca Pasini
- Giocatori (in ordine alfabetico): Bacciocchi (cap.), Bastianelli, Conti, Di Bisceglie, Garavini, Giardi D., Gobbi, Maiani Fa., Maiani Fr., Matteini, Soldati, Terenzi C..

La Nazionale si è classificata ultima nella suddetta competizione, subendo sei sconfitte contro le altrettante seguenti formazioni: Crusaders (Regno Unito), Barbarians (Belgio), Grenoble, La Vila, Comunidad Valenciana e una selezione della Malesia.
Va però precisato che queste formazioni sono principalmente composte da giocatori professionisti "a chiamata", mentre la Nazionale Sammarinese è composta esclusivamente da giocatori del Rugby Club San Marino ed assolutamente dilettanti, oltre ad essere alla loro prima esperienza di rugby a 7 al di fuori del territorio della Repubblica di San Marino.
Vista l'enorme disparità di livello, possono già considerarsi un buon risultato le sei mete segnate complessivamente dalla squadra Nazionale nel torneo (quindi una media di una meta a partita) da Bastianelli (2), Garavini, Giardi, Gobbi e Maiani Fa..

## 2014
La seconda apparizione (che è anche la prima ufficiale) della Nazionale, arriva a Salonicco (Grecia) il 31 maggio 2014, nell'europeo di rugby a 7 FIRA-AER di fascia B.
- Tecnico/allenatore: Francesco Urbani
- Vice allenatore: Jorge Gutierrez
- Preparatore atletico: Francesca Pasini
- Giocatori (in ordine alfabetico): Ataei, Bastianelli (cap.), Conti, Cozza, Di Bisceglie, Flores, Giardi D., Gobbi, Maiani Fr., Matteini, Terenzi C., Tonelli.

La squadra si è classificata penultima (10º posto) nella competizione, complice anche il difficile girone in cui è capitata per sorteggio, ovvero con Ungheria, Austria e Montenegro. Riesce però a non sfigurare nonostante la disparità rispetto alle altre formazioni, sia nell'esperienza di gioco che dal punto di vista fisico, riuscendo in svariati tratti ad impensierire le difese degli avversari, specialmente contro gli ungheresi, i quali vinceranno poi la competizione conquistandosi così la possibilità di giocarsi la promozione alla fascia A della competizione.

## 2015
La terza apparizione è nel giugno 2015 in Bosnia ed Erzegovina, a Zenica, in occasione del torneo Rugby Europe Sevens, Men's Division C.
- Tecnico/allenatore: Jorge Gutierrez
- Preparatore atletico: Francesca Pasini
- Giocatori (in ordine alfabetico): Ataei, Bacciocchi, Bastianelli (cap.), Cozza, Di Bisceglie, Garavini, Giardi D., Gobbi, Maiani Fa., Terenzi C., Terenzi M., Ugolini.

La squadra ottiene qui la sua prima vittoria in una competizione ufficiale, battendo il Liechtenstein con un netto 43-0. Sconfitta da Serbia, Estonia e Malta, si classifica ottava su dodici squadre partecipanti (dietro a: Irlanda, Bosnia, Serbia, Turchia, Austria, Malta, Estonia; davanti a: Islanda, Bielorussia, Montenegro, Liechtenstein).

## 2016
Il 22 Luglio 2016 prosegue con la partecipazione al Rugby Europe Men's 7's - Conference 2, disputato ad Esztergom, in Ungheria.
- Tecnico/allenatore: Jorge Gutierrez
- Giocatori (in ordine alfabetico): Bastianelli (cap.), Conti, Cozza, Di Bisceglie, Giardi A., Giardi D., Menicucci, Maiani Fa., Terenzi C., Terenzi M., Tonelli, Ugolini.

In questa edizione particolarmente ardua per i sammarinesi (complice anche il netto salto di qualità delle squadre avversarie rispetto all'anno passato) la squadra subisce cinque sconfitte dalle altrettante avversarie incontrate: Estonia, Liechtenstein, Islanda, Austria e Bielorussia, dunque classificandosi all'ultimo posto della competizione.

## 2017
Il 15 Luglio 2017 la Nazionale vola a Tallinn, capitale dell'Estonia, per proseguire la partecipazione annuale al Rugby Europe Men's 7's - Conference 2.
- Tecnico/allenatore: Jorge Gutierrez
- Giocatori (in ordine alfabetico): Ataei, Babboni, Bacciocchi, Bastianelli (cap.), Cozza, Di Bisceglie, Giardi D., Gobbi, Maiani Fa., Maiani Fr., Michelotti, Terenzi C..

Questa volta, e per la loro prima volta a livello europeo, i ragazzi di Capitan Bastianelli riescono ad ottenere ben due vittorie, entrambe ai danni dell'Islanda: incontrata nella prima giornata durante il girone di qualificazioni, la squadra islandese è stata battuta dai sammarinesi 10 a 15, e re-incontrata nel girone conclusivo della seconda giornata, stavolta battuta con un punteggio di 5 a 14. Le restanti partite sono state tutte perse dai sammarinesi con Liechtenstein, Finlandia, e ben 2 volte con l'Estonia padrona di casa.

## 2019
Dopo il periodo di fermo della primavera/estate 2018 e la mancata partecipazione all'ormai consueto Rugby Europe Men's 7's - Conference 2, dovuta sostanzialmente alla mancanza di sufficienti numeri di giocatori per la rosa, causa infortuni e assenze, la Nazionale torna a fare parlare di sé il 7 settembre 2019, in occasione della prima edizione del San Marino Rugby International Cup, il primo torneo internazionale di rugby a 7 della Repubblica di San Marino; si tratterà dunque della prima competizione della Nazionale giocata sul terreno di casa.
- Tecnico/allenatore: Adrian Menicucci
- Vice allenatore/Team Manager: Juan Pablo Flores
- Giocatori (in ordine alfabetico): Ataei, Babboni, Di Bisceglie (cap.), Francioni, Giardi L., Leonelli, Masi, Muraccini, Nardi, Para, Piscaglia, Ugolini. (A disposizione: Gobbi, Mularoni)

A confrontarsi nel torneo, invitate per l'occasione al campo di Chiesanuova dalla Federazione Sammarinese Rugby (con il supporto di Rugby Europe), sono le formazioni di: San Marino, Principato di Monaco, Svizzera, ed il club francese Villard-Bonnot (Grenoble).
La competizione si dimostra da subito di alto livello, dopo una prima fase in cui i padroni di casa perdono di misura contro Monaco e più pesantemente contro la Svizzera, ma vincono contro i francesi di Villard Bonnot.
Nella seconda fase invece i ragazzi di coach Menicucci subiscono una sfortunata sconfitta, della misura di una sola meta, nella "finalina" valevole per il terzo posto con Villard Bonnot, squadra che peraltro i sammarinesi avevano già battuto senza troppi pensieri nella prima fase del torneo.
Il primo premio viene quindi messo in cassaforte dalla Svizzera, che dimostra la sua netta superiorità rispetto a tutte le altre formazioni, seguita al secondo posto dal Principato di Monaco, mentre i sammarinesi devono accontentarsi di un amaro quarto posto.

## 2021
Dopo lo stop forzato di quasi due anni dovuto alla pandemia di covid-19, la Nazionale torna sotto i riflettori il 5 e 6 giugno 2021 volando a Belgrado, capitale della Serbia, in occasione stavolta della competizione " Rugby Europe - Men's Conference 1".
Infatti il girone di appartenenza, ovvero la "Conference 2", che avrebbe dovuto tenersi a Piešťany in Slovacchia, è stato annullato per problemi legati all'andamento della pandemia, regalando quindi ai sammarinesi la promozione alla categoria superiore.
- Tecnico/allenatore: Giovanni Borsani

- Vice allenatore: Juan Pablo Flores

- Team Manager: Dorotea Balsimelli

- Preparatore atletico: Massimo Tomasetti

- Giocatori (in ordine alfabetico): Andreani, Ataei, Babboni (cap.), Bastianelli, Cecchetti, Di Bisceglie, Giardi L., Marchetti, Masi, Mini, Piscaglia, Tomassini.

I sammarinesi disputano in totale 6 gare, spalmate sulle due giornate di durata del torneo, sfidando le altrettante nazionali di: Principato di Monaco, Austria, Moldavia, Andorra, Montenegro e Slovenia.
Complice soprattutto l'alto livello della competizione, al quale i biancoazzurri non sono certo abituati, perdono 5 incontri su 6, riuscendo a vincere solo l'ultimo con la nazionale slovena (tre mete, realizzate da Bastianelli, Piscaglia e Di Bisceglie), e capitalizzando se non altro la loro prima storica vittoria in Conference 1.
A testimonianza della durezza e delle difficoltà della competizione, ci sono gli infortuni di Ataei, Mini e Marchetti, che insieme alla squalifica inflitta a Bastianelli durante il match contro gli austriaci (che lo esclude dai due incontri successivi), lasciano la Nazionale Sammarinese con 8 uomini su 12 per le due partite contro Moldavia e Andorra, per poi chiudere con 9 atleti disponibili per le ultime due gare con Montenegro e Slovenia.
La Nazionale Sammarinese deve anche stavolta accontentarsi di terminare la competizione in ultima posizione, superata proprio dalla Slovenia che nell'ultimo match batte fortunosamente il Montenegro e sorpassa i sammarinesi per una esigua differenza di punti.

## 2022
Finalmente fuori dall'emergenza pandemica, la Nazionale Sammarinese può volare a Malta l'11 e 12 Giugno 2022 per partecipare alla ormai consueta competizione "Rugby Europe Men's 7's - Conference 2".
- Tecnico: Giovanni Gianesini
- Vice allenatore: Mirco Sergi

- Team Manager: Dorotea Balsimelli

- Preparatore atletico: Massimo Tomasetti

- Giocatori (in ordine alfabetico): Ataei, Babboni, Bastianelli, Bartolini, Cecchetti, Di Bisceglie (cap.), Giardi L., Marchetti, Mini, Muraccini, Piscaglia, Tomassini.

Al Tony Bezzina Stadium, la casa degli Hibenrnians, normalmente dedicata al calcio, va in scena una Conference 2 disputata fra sei nazionali: Malta, San Marino, Estonia, Slovenia, Slovacchia, Kosovo.

I sammarinesi partono subito con la prima partita contro i favoriti, i padroni di casa maltesi, e cedono di misura perdendo negli ultimi due minuti un match molto combattuto, che ha visto la dominazione sammarinese per tutto il primo tempo.
Per nulla abbattuti ma anzi caricati dal sapore della vittoria sfuggita per poco, i ragazzi di Coach Gianesini scendono in campo nelle successive partite determinati e consapevoli dei propri mezzi; vincono infatti tutti e quattro gli incontri con Estonia, Slovenia, Slovacchia e Kosovo, eseguendo la loro migliore prestazione di sempre in una competizione europea, e guadagnandosi un'importantissima medaglia d'argento, che di fatto gli dà anche diritto di partecipare ai Giochi dei Piccoli Stati nell'anno successivo proprio a Malta, edizione in cui debutterà per la prima volta il rugby a 7.

## 2023
Il 31 maggio e 2 giugno 2023 la Nazionale debutta ai Giochi dei Piccoli Stati d'Europa a Malta, prima storica edizione delle prestigiose "Piccole Olimpiadi" ad introdurre una competizione di rugby a 7: il torneo va in scena al Tony Bezzina, lo stesso stadio in cui i sammarinesi hanno giocato la Conference 2 l'anno precedente.
In questo arduo torneo i ragazzi di coach Gianesini perdono tutti e cinque gli incontri con le formazioni di Cipro, Andorra, Monaco, Lussemburgo e Malta; sicuramente un fattore da considerare è anche la differenza di livello tra i sammarinesi e le altre piccole nazioni, tutte di una categoria europea superiore (Conference 1) eccetto il Lussemburgo, superiore di due categorie (Trophy).
- Tecnico: Giovanni Gianesini
- Vice allenatore: Mirco Sergi

- Team Manager: Dorotea Balsimelli

- Giocatori (in ordine alfabetico): Ataei, Babboni, Bastianelli, Bartolini, Cecchetti, Di Bisceglie (cap.), Giardi L., Krylov F., La Monaca, Maiani, Marchetti, Mini.

Successivamente ma di non secondaria importanza, la Nazionale scende in campo anche il 17 e 18 giugno a Bar, in Montenegro, per la consueta partecipazione annuale alla "Rugby Europe Men's 7's - Conference 2".
in questa edizione i ragazzi di coach Gianesini riescono ad ottenere una storica medaglia d'oro con le vittorie contro Kosovo, Slovacchia, Estonia e Montenegro, e la sola sconfitta contro la Slovenia.
I Titani si qualificano così per la Conference 1 del 2024.
- Tecnico: Giovanni Gianesini
- Assistente Tecnico: Juan Pablo Flores

- Team Manager: Dorotea Balsimelli

- Giocatori (in ordine alfabetico): Andreani, Ataei, Babboni, Bastianelli, Bartolini, Di Bisceglie (cap.), Giardi L., Krylov F., Maiani Fr., Marchetti, Tomassini.

## 2024
Avendo conquistato l'oro alla "Rugby Europe Men's 7's - Conference 2" nell'anno precedente, la Nazionale della piccola Repubblica vola a Belgrado per partecipare, in qualità di squadra neopromossa, alla Conference 1, l'8 e il 9 giugno 2024.
- Tecnico: Giovanni Gianesini
- Vice allenatore: Mirco Sergi

- Team Manager: Dorotea Balsimelli

- Giocatori (in ordine alfabetico): Andreani, Ataei, Babboni, Bastianelli, Bartolini, Cecchetti, Di Bisceglie (cap.), Giardi L., F. Krylov, T. Krylov, Marchetti, Masi.

I sammarinesi terminano questa competizione in ultima posizione, incassando la retrocessione in Conference 2 per il 2025.
Iniziano la prima giornata cedendo nel pool di qualificazione iniziale per 7 a 26 con l'Austria, e per 19 a 33 con la Norvegia. 
Nella seconda giornata pareggiano 12 a 12 con la Finlandia e perdono 7 a 29 con la Serbia, valendogli ciò il posizionamento per l'ultima partita nella finale per l'ottavo ed il nono posto con Malta, partita nella quale le brillanti occasioni dei biancoazzurri, in quel momento dominanti, sfumano per un soffio perdendo con punteggio di 21 a 17 in bilico fino al fischio finale e che forse non rende giustizia ai sammarinesi, ma che gli vale cionondimeno l'ultimo posto e la retrocessione.
In generale la Nazionale sammarinese mostra un buon gioco solo sporadicamente, ad esempio facendo una eccellente prestazione contro la prima classificata Norvegia (i sammarinesi hanno la migliore sconfitta del torneo nei confronti dei norvegesi, per 19 a 33, e sono inoltre l'unica squadra a segnargli tre marcature), o nella partita dominata quasi completamente contro la Finlandia e pareggata all'ultimo secondo dagli scandinavi, oppure anche per circa metà della sfida con i padroni di casa della Serbia (parziale primo tempo 0-7), o nella partita con Malta; in tutte queste singole occasioni i Titani hanno mostrato buona grinta e discrete qualità, ma sicuramente è mancata la concretezza e la consistenza (e la profondità della panchina) necessarie a mantenere alto il livello della prestazione per tutta la durata di una competizione del genere, come indiscutibilmente indicano i tabelloni segnapunti.
Non mancano però gli spunti positivi da cui ripartire a lavorare per la stagione successiva, che riporterà la Nazionale sammarinese nella Conference 2 per il 2025.

## Rosa 2014
Convocati FIRA - AER Division B Men 2014
| Giocatore              | Squadra       |
| Navid Ataei            | RC San Marino |
| Mattia Bastianelli (C) | RC San Marino |
| Gianluca Conti         | RC San Marino |
| Niccolò Cozza          | RC San Marino |
| Luca Di Bisceglie      | RC San Marino |
| Juan Pablo Flores      | RC San Marino |
| Davide Giardi          | RC San Marino |
| Francesco Gobbi        | RC San Marino |
| Franco Maiani          | RC San Marino |
| Fabio Matteini         | RC San Marino |
| Fabio Tonelli          | RC San Marino |
| Carlo Terenzi          | RC San Marino |

## Rosa 2015
Convocati Rugby Europe Sevens - Men's Division C 2015
| Giocatore              | Squadra       |
| Navid Ataei            | RC San Marino |
| Mattia Bastianelli (C) | RC San Marino |
| Davide Bacciocchi      | RC San Marino |
| Niccolò Cozza          | RC San Marino |
| Luca Di Bisceglie      | RC San Marino |
| Michele Garavini       | RC San Marino |
| Davide Giardi          | RC San Marino |
| Francesco Gobbi        | RC San Marino |
| Facundo Maiani         | RC San Marino |
| Fabio Ugolini          | RC San Marino |
| Marino Terenzi         | RC San Marino |
| Carlo Terenzi          | RC San Marino |

## Rosa 2016
Convocati Rugby Europe Men's Sevens - Conference 2, 2016
| Giocatore              | Squadra       |
| Gianluca Conti         | RC San Marino |
| Mattia Bastianelli (C) | RC San Marino |
| Andrea Giardi          | RC San Marino |
| Niccolò Cozza          | RC San Marino |
| Luca Di Bisceglie      | RC San Marino |
| Fabio Tonelli          | RC San Marino |
| Davide Giardi          | RC San Marino |
| Adrian Menicucci       | RC San Marino |
| Facundo Maiani         | RC San Marino |
| Fabio Ugolini          | RC San Marino |
| Marino Terenzi         | RC San Marino |
| Carlo Terenzi          | RC San Marino |

## Rosa 2017
Convocati Rugby Europe Men's Sevens - Conference 2, 2017
| Giocatore              | Squadra            |
| Navid Ataei            | Rugby Bologna 1928 |
| Mattia Bastianelli (C) | RC San Marino      |
| Davide Bacciocchi      | RC San Marino      |
| Matteo Babboni         | Romagna RFC        |
| Luca Di Bisceglie      | RC San Marino      |
| Niccolò Cozza          | RC San Marino      |
| Davide Giardi          | RC San Marino      |
| Francesco Gobbi        | RC San Marino      |
| Facundo Maiani         | RC San Marino      |
| Franco Maiani          | RC San Marino      |
| Alan Michelotti        | RC San Marino      |
| Carlo Terenzi          | RC San Marino      |

## Rosa 2019
Convocati San Marino Rugby International Cup, 2019
| Giocatore             | Squadra            |
| Navid Ataei           | Rugby Bologna 1928 |
| Alessandro Francioni  | RC San Marino      |
| Luca Giardi           | RC San Marino      |
| Matteo Babboni        | Romagna RFC        |
| Luca Di Bisceglie (C) | RC San Marino      |
| Armando Leonelli      | RC San Marino      |
| Elia Piscaglia        | RC San Marino      |
| Fabio Ugolini         | RC San Marino      |
| Emanuele Masi         | RC San Marino      |
| Mattia Para           | RC San Marino      |
| Jonathan Muraccini    | RC San Marino      |
| Matteo Nardi          | RC San Marino      |